# USS Virginia (BB-13)
USS Virginia (BB-13) – amerykański pancernik, okręt główny typu Virginia. Piąty okręt United States Navy noszący tę nazwę.
Stępkę położono 21 maja 1902 w Newport News Shipbuilding and Dry Dock Company. Okręt został zwodowany 6 kwietnia 1904, matką chrzestną była pani Gay Montague, córka gubernatora stanu Wirginia. Jednostka weszła do służby 7 maja 1906. Pierwszym dowódcą został komandor Seaton Schroeder.
Po zakończeniu procesu wyposażenia USS „Virginia” udał się w rejs odbiorczy do Lynnhaven Bay (Wirginia), w pobliże Newport (Rhode Island), i Long Island (New York), 9 sierpnia wszedł do Bradford (Rhode Island) by uzupełnić zapasy węgla. Po przejściu prób standaryzacji śrub okrętowych w pobliżu Rockland (Maine), manewrował w cieśninie Long Island, gdzie zakotwiczył niedaleko domu rezydenta Theodore'a Roosevelta w Oyster Bay. Tam w dniach 2-4 września przeszedł przegląd przeprowadzany przez prezydenta.
Okręt kontynuował dziewiczy rejs do czasu ponownego nabrania węgla w Bradford. Wtedy też zajścia na Karaibach spowodowały, że pancernik otrzymał nowy przydział. W sierpniu na Kubie 1906 wybuchła rewolucja przeciw rządowi prezydenta Tomása Estrady Palmy. Walki rozpoczęły się w prowincji Pinar del Río i narosły pod koniec lata tak bardzo, że prezydent Palma nie znalazł innego sposobu na zwalczenie wrogów, niż zaapelować do Stanów Zjednoczonych o interwencję. W połowie września stało się jasne, że mała kubańska policja (8000 strażników) nie zabezpieczy interesów obcych państw i interwencja jest potrzebna. Aby wziąć w niej udział, USS „Virginia” opuścił Newport 15 września 1906 i skierował się w stronę Kuby. Pozostał w rejonie Hawany do 18 października, potem popłynął do Sewell’s Point.
Po przybyciu do portu w Norfolk wysadził generała Fredericka Funstona. Następnie po załadowaniu węgla i udał się na północ do Tompkinsville, gdzie czekał na dalsze rozkazy. Wkrótce odpłynął do New York Navy Yard, gdzie wszedł do suchego doku, w celu pokrycia dna jednostki farbą. Od 3 listopada 1906 do 18 lutego 1907 był remontowany i przerabiany w Norfolk Navy Yard. Po zainstalowaniu aparatury systemu kontroli ognia, pomiędzy 19 lutego a 23 marca wypłynął ponownie w kierunku Kuby. 28 marca w zatoce Guantanamo dołączył do floty
Odbył ćwiczenia artyleryjskie na wodach kubańskich, po czym 10 kwietnia udał się do Hampton Roads, gdzie uczestniczył w uroczystości Jamestown Tricentennial Exposition. Od 15 kwietnia do 15 maja pozostawał w Hampton Roads. Na początku czerwca wszedł do Norfolk Navy Yard. Pomiędzy 7 a 13 czerwca został poddany przeglądowi przez prezydenta Theodore Roosevelta. Od połowy czerwca do połowy lipca odbywały się ćwiczenia załogi na poligonie w pobliżu Cape Cod Bay. Następnie okręt odpłynął ze swoim dywizjonem do Newport, North River i Provincetown. Później odbył dzienne i nocne ćwiczenia bojowe w Cape Cod Bay.
Jesienią wrócił na południe. Od 24 września do 24 października w Norfolk Navy Yard przeszedł dwumiesięczny okres remontów i przeróbek, a pod koniec listopada kolejne prace remontowe w New York Navy Yard. 6 grudnia przybył do Hampton Roads.
Kolejne 10 dni spędził, przygotowując się do udziału w nietypowym zadaniu, które zostało nazwane rejsem Wielkiej Białej Floty. Podróż ta została nakreślona przez prezydenta Roosevelta jako gest w kierunku Japonii nabierającej znaczenia na terenie Dalekiego Wschodu i rywalizującej tym samym ze Stanami Zjednoczonymi.
Rejs rozpoczął się osiem dni przed Bożym Narodzeniem 1907 i zakończył w dniu urodzin Waszyngtona – 22 lutego 1909. Okręty odwiedziły porty obu wybrzeży Ameryki Południowej, zachodniego wybrzeża USA, Hawajów, Australii, Nowej Zelandii, Filipin, Japonii, Chin i Cejlonu. Dywizjon USS „Virginia” odwiedził także Smyrnę w Turcji i Bejrut w czasie śródziemnomorskiej fazy podróży. Na początku i na końcu podróży okręty przeszły przegląd przeprowadzony przez prezydenta Roosevelta, którego dyplomacja określana jako big stick diplomacy została ukoronowana wspomnianym rejsem 16 pancerników dookoła świata.
Po tak długim rejsie okręt wszedł na czteromiesięczny remont i przebudowę do Norfolk Navy Yard (26 lutego – 26 czerwca 1909). Następny rok i trzy miesiące operował w rejonie wschodniego wybrzeża USA, na terenach od południowego obszaru szkolnego w pobliżu wybrzeży Wirginii do Newport w stanie Rhode Island. W tym czasie odbył jedną krótką wyprawę z członkami Naval Militia, którzy wraz z jednostką odwiedzili Rockport i Provincetown. Przez większą część tego okresu pancernik uczestniczył w ćwiczeniach bojowych floty. Były one przerywane na krótko okresami prac stoczniowych w Norfolk i Bostonie.
W dniach 15 listopada – 7 grudnia odwiedził Brest (Francja), a 8-29 grudnia Gravesend (Anglia). Później, jako część 4 Dywizjonu Floty Atlantyku, dołączył do floty na wodach zatoki Guantanamo na ćwiczenia i szkolenia. Od 13 stycznia do 13 marca 1910 operował na wodach kubańskich, po czym wrócił na północ na ćwiczenia bojowe na obszarze zwanym Southern Drill Grounds.
11 kwietnia w towarzystwie USS „Georgia” (BB-15) opuścił Hampton Roads i dwa dni później dotarł do Boston Navy Yard. Przeszedł tam remont do 24 maja i wyszedł w morze, płynąc w rejon Provincetown. Przez następne pięć dni operował w rejonie Provincetown i Stellwagen’s Bank razem z węglowcem „Vestal”, testując aparaturę do przekazywania węgla na morzu. Następnie przeprowadził ćwiczenia torpedowe. 18 czerwca wrócił do Boston Navy Yard.

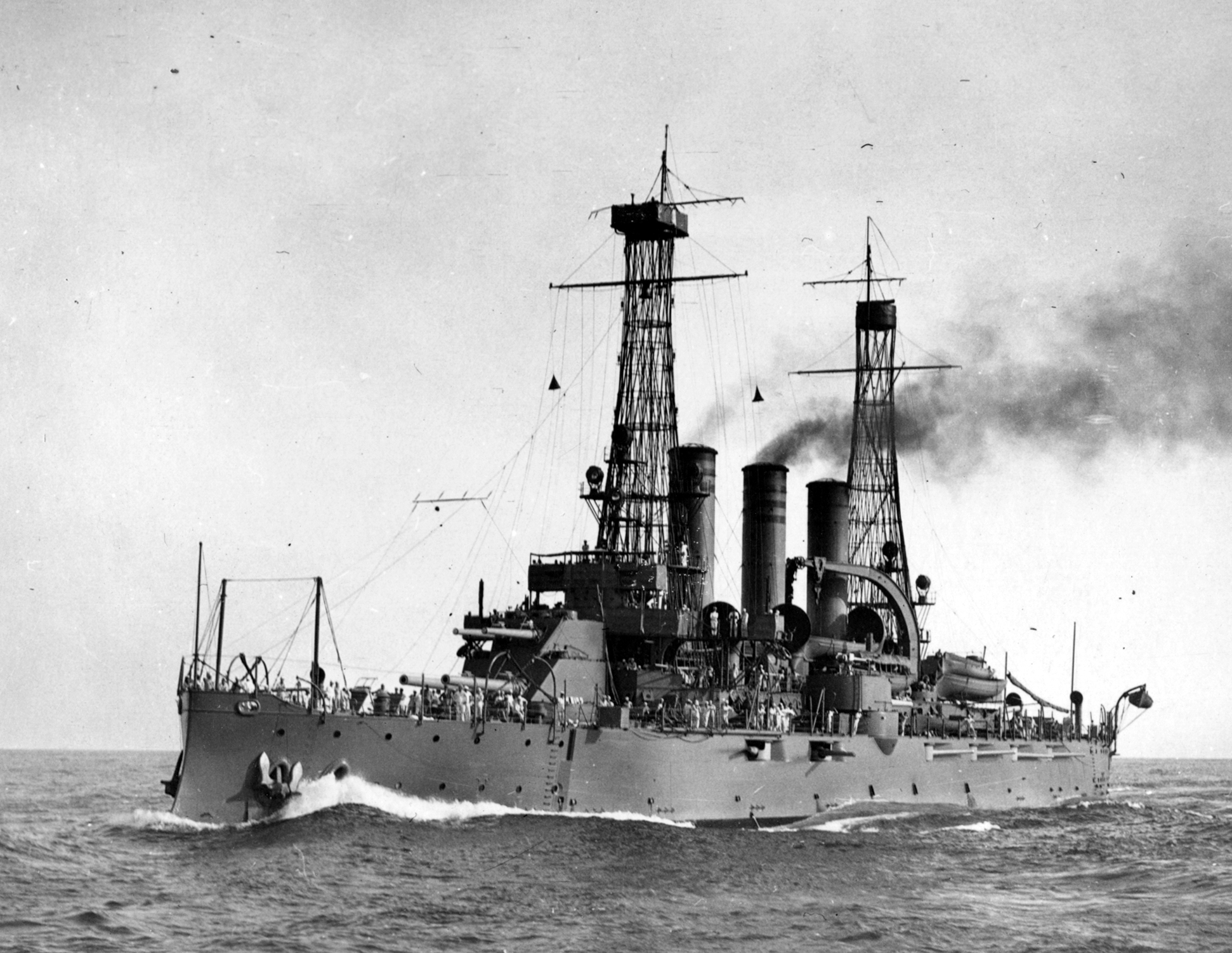
USS „Virginia” w okresie 1910-1913

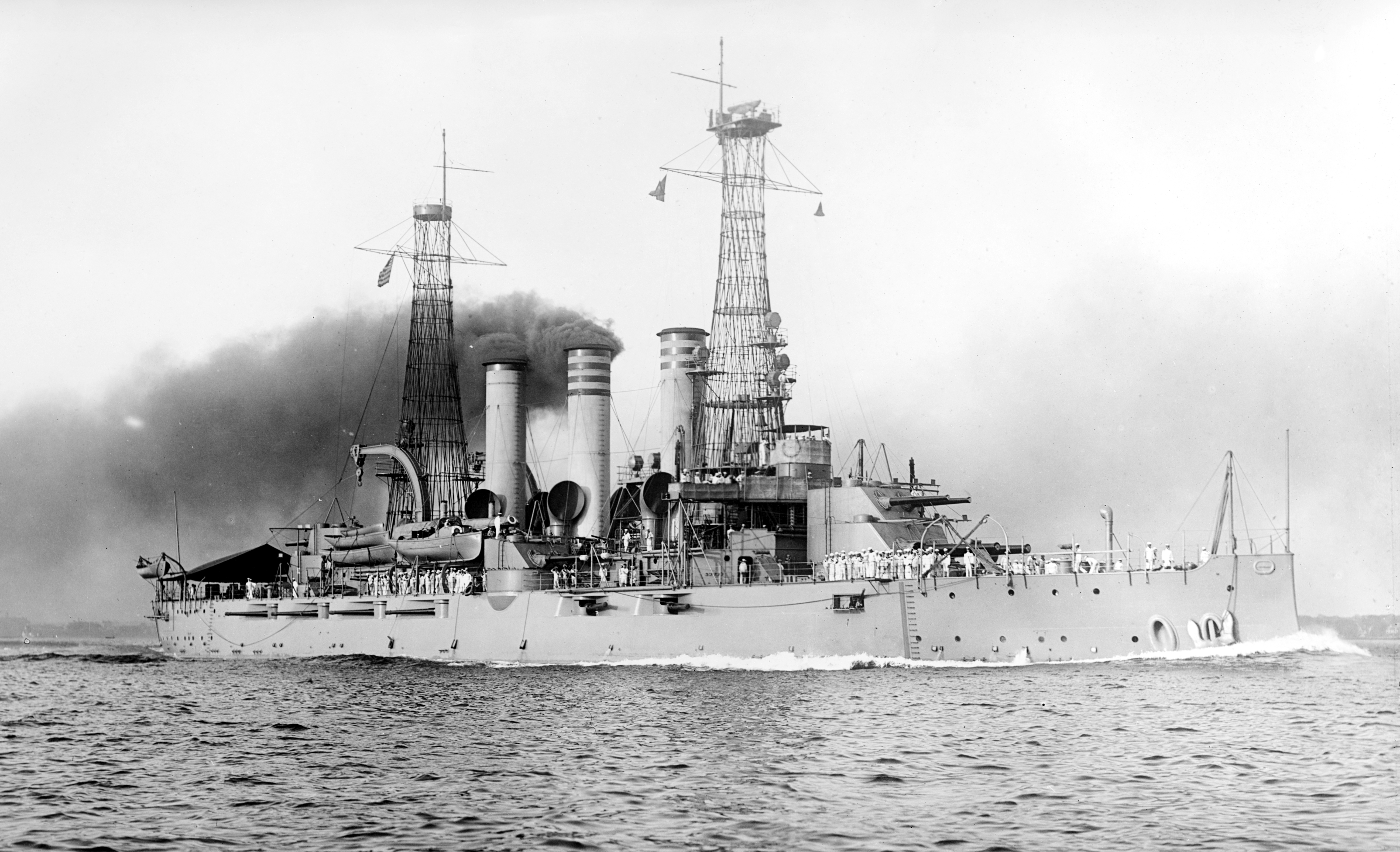
USS „Virginia” w okresie 1910-1913

Do 1913 utrzymywał rutynową, nieprzerwaną służbę w rejonie wschodniego wybrzeża USA, okazjonalnie przepływając na wody kubańskie by uczestniczyć w okresowych ćwiczeniach floty z zakresu taktyki i artylerii. W tym roku z powodu wojny domowej w Meksyku i tarć na linii Meksyk – USA, amerykańskie okręty wpłynęły na wody swojego południowego sąsiada. USS „Virgnia” był jednym z tych okrętów, docierając w połowie lutego do Tampico. Pozostawał tam do 2 marca, kiedy to udał się do Veracruz po węgiel. Wrócił do Tampico 5 marca i pozostawał tam przez kolejne 10 dni.
Po manewrach i ćwiczeniach na wschodnim wybrzeżu na obszarze od Virginia Capes do Newport wrócił w listopadzie na wody meksykańskie. Wcześniej odbył wizyty w Nowym Jorku (pod koniec maja 1913) na odsłonięcie pomnika ku czci pancernika „Maine” (ACR-1) (zatopionego w porcie w Hawanie w lutym 1898) i w Bostonie (w połowie czerwca) z powodu Flag Day i obchodów rocznicy bitwy o Bunker Hill. 4 listopada dotarł do Veracruz i pozostawał w porcie do 30 listopada, kiedy to przeszedł do Tampico. Do stycznia 1914 obserwował sytuację panującą w tych portach i operował w pobliżu wybrzeża meksykańskiego.
W połowie marca 1914 wrócił na wody kubańskie na ćwiczenia i manewry floty, potem popłynął do Virginia Capes. Brał udział w manewrach w pobliżu Cape Henry i Lynnhaven Roads, następnie przeprowadził ćwiczenia artyleryjskie na wraku „San Marcos” (ex-„Texas”) w cieśninie Tangier w zatoce Chesapeake i eksperymentalne ćwiczenia artyleryjskie na południowym obszarze szkolnym. W kwietniu przebywał w suchym doku w Bostonie.
Amerykańska okupacja Veracruz w kwietniu 1914 spowodowała, że do jesieni w porcie przebywało sporo ciężkich okrętów. USS „Virginia” dotarł do tego portu 1 maja i operował w pobliżu do początku października. W tym czasie pomiędzy 18 września i 3 października wziął udział także w ćwiczeniach artyleryjskich w zatoce Guantanamo.
Gdy wybuchła w Europie I wojna światowa okręt kontynuował swoje operacje w pobliżu wschodniego wybrzeża USA, na obszarze sięgającym do Nowej Anglii i okazjonalnie pojawiał się na wodach kubańskich na zimowe manewry. 20 marca 1916 został umieszczony w rezerwie w Boston Navy Yard. Na wiosnę, gdy Stany Zjednoczone wypowiedziały wojnę Niemcom, przeszedł rozszerzony przegląd.
W dniu, w którym USA przystąpiły do I wojny światowej, rząd amerykański powziął kroki mające na celu internowanie i przejęcie niemieckich statków handlowych przebywających wtedy w amerykańskich portach. 6 kwietnia 1917 w ramach tej akcji USS „Virginia” wysłał grupy pryzowe, które miały zająć niemieckie statki pasażerskie i towarowe „Amerika”, „Cincinnati”, „Wittekind”, „Koln” i „Ockenfels”.
27 sierpnia zakończył przegląd w Bostonie, a trzy dni później popłynął do Port Jefferson w stanie Nowy Jork. Tam dołączył do 3 Dywizjonu Floty Pancerników Floty Atlantyku. Przez kolejne 12 miesięcy pancernik służył jako artyleryjski okręt szkolny bazując w Port Jefferson i Norfolk. Okres ten został przerwany na krótko w grudniu 1917, gdy był okrętem flagowym kontradmirała Johna A. Hoogewerffa, dowódcy 1 Dywizjonu Pancerników. Następnie został okrętem flagowym dowódcy 3 Dywizjonu, kontradmirała Thomasa Snowdena.
Jesienią 1918 przeszedł przegląd w Boston Navy Yard, do końca wojny pełnił obowiązki okrętu eskorty konwojów, doprowadzając grupy jednostek do połowy drogi przez Atlantyk. W pierwszą taką misję wypłynął 14 października 1918 z Nowego Jorku, osłaniając konwój przewożący na pokładach statków 12 176 osób. Po dotarciu z tymi jednostkami do 22 stopnia długości geograficznej zachodniej pozostawił je i odpłynął do domu.
Była to jedyna taka misja w czasie wojny, wprawdzie 10 listopada pancernik wyszedł w morze z kolejnym konwojem kierującym się do Francji, jednak 11 listopada 1918 zostało podpisane zawieszenie broni. Tym razem okręt pozostawił zespół jednostek na 34 stopniu długości geograficznej zachodniej i udał się do Hampton Roads.
Wstrzymanie walk oznaczało powrót wielu żołnierzy z Europy do Stanów Zjednoczonych. Po zainstalowaniu dodatkowych urządzeń mesy i koi dla dodatkowych pasażerów pancernik wyruszył z Norfolk osiem dni przed Bożym Narodzeniem 1918 w swoją pierwszą misję transportowca wojska. Przez kolejne miesiące odbył pięć rejsów do Brestu we Francji i z powrotem, przewożąc 6037 osób. Służbę transportową zakończył, wpływając do Bostonu w amerykańskim Dniu Niepodległości 1919.
Do wycofania ze służby 13 sierpnia 1920 pancernik pozostał nieaktywny w Boston Navy Yard. 12 lipca 1922 został skreślony z listy okrętów i umieszczony wśród jednostek przeznaczonych na sprzedaż. 17 lipca 1920, czyli jeszcze przed dezaktywacją został mu przydzielony numer BB-13. Później został usunięty z listy okrętów przeznaczonych na sprzedaż i przekazany Departamentowi Wojny 6 sierpnia 1923 do użycia go jako okręt-cel w ataku lotniczym.
„Virginia” i jego siostrzany okręt „New Jersey” (BB-16) zostały przeprowadzone do punktu oddalonego o trzy mile (5 km) od latarniowca Diamond Shoals, ustawionego w pobliżu przylądka Hatteras (Karolina Północna). Dotarły tam 5 września 1923. „Atak” przeprowadzony przez bombowce Martin wchodzące w skład United States Army Air Service rozpoczął się krótko przed 9.00. W czasie trzeciego ataku siedem bombowców lecących na wysokości 900 metrów zrzuciło po dwie bomby, 1100-funtowe każda. Tylko jedna trafiła w cel. Jednak już to jedno trafienie spowodowało kompletne zniszczenie okrętu (ang. completely demolished the ship as such). Jak napisał później obserwator oba maszty, mostek, trzy kominy i sprzęty umieszczone na pokładzie zniknęły w czasie eksplozji. Po tym jak dym się rozwiał nie pozostało nic poza gołym kadłubem: pokłady zostały rozerwane i pokryte od burty do burty masą szczątków kominów, wentylatorów, masztów kratownicowych i pomostów.
Pół godziny po wybuchu, który tak zdemolował okręt, okaleczony kadłub zatonął. Jego siostrzana jednostka wkrótce dołączyła do niego. Koniec pancerników USS „Virginia” i USS „New Jersey” dał impuls do rozwoju lotnictwa morskiego.